# 李祖原

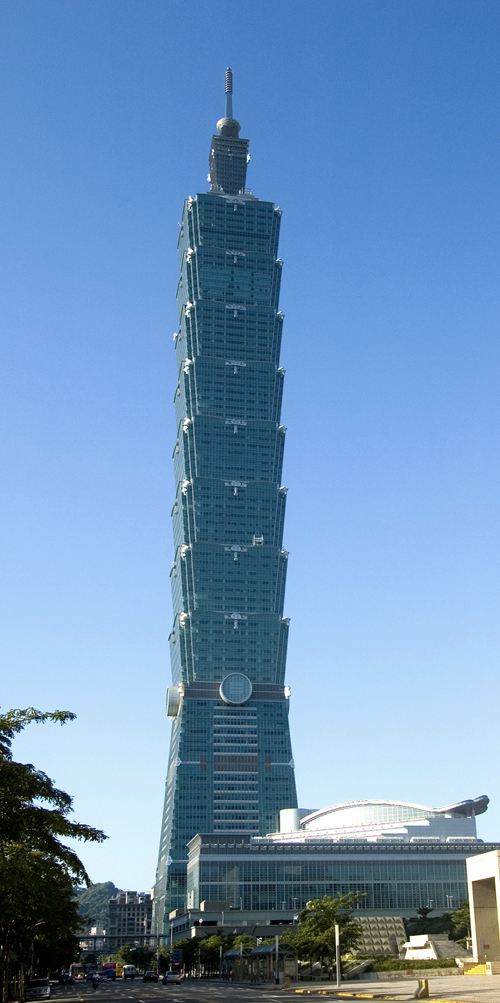
李祖原の代表作、台北101

李 祖原（リー・ズーユェン、り そげん、英語名：C.Y. Lee / Chu-Yuan Lee / チュユァン・リー、1938年12月30日 - ）は中華民国広東省出身の建築家、画家。
中華文明伝統の特色を受け継いだ現代建築が特色で、現代建築では台北101や高雄85ビルなどの高さで台湾の上位を占める超高層ビル、宗教施設では中台禅寺などの代表作が知られているほか、画家として水墨画の作品も手がけている。

## 人物
中華民国時代の中国広東省掲陽県で出生。

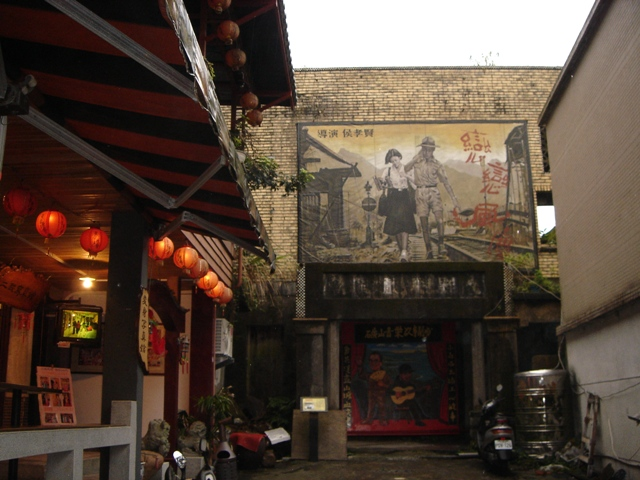
昇平戲院

国立台湾師範大学附属高級中学を経て、国立成功大学建築学系（系は学部に相当。1961年卒業）、米国プリンストン大学建築学科（Princeton University School of Architecture）に進み1966年Master（修士号）。
1970年、東海大学建築系助理教授に就任し同年にイオ・ミン・ペイの建築事務所で日本万国博覧会「中華民国館」の設計助手。
これが李の建築家としての実務デビューとなった。
1971年、米国フィラデルフィアのノーレン・スウィンバーン・アソシエイツ（Nolen-Swinburne & Associates）、ボストン再開発公社（Boston Planning and Development Agency）およびロサンゼルスのウィリアム・ペレイラ（William Pereira）建築事務所などに所属。ペレイラの事務所に在籍したことで李はトランスアメリカ・ピラミッド（1972年完成）の案件に関わるという幸運を得た。事務所ではペレイラに次ぐ地位まで上り詰めたが、内心では望郷の念が強くなっていった。
1978年に台湾に戻ると、事務所を開設。華人の実業家鄭周敏が開発する環亞世界大楼の設計を担い、以後は台湾と中国で多くの代表作を世に送り出している。2003年から2006年まで友人の石山修武の要請で早稲田大学建築学科教授を務める。2009年、李の建築事務所は悲情城市などの舞台となった九份老街の昇平戲院を新北市政府に寄贈した。
禅宗を篤く信仰するようになったのは、禅七と臨済宗法師の釈惟覚との縁によるもの。李が中華と西洋の工法を組み合わせて2001年に南投県埔里鎮で完成させた中台禅寺はその影響を受けている。

### 設計思想
軍人の子として生まれ、決して裕福な家庭ではなかったが、小学5年で美術に目覚めた。家系には美術の天分があったとしている。師範大付属高でも自身は他の多くの生徒同様、美術教師を志していたが、クラスで建築家を目指していた1人の同級生に影響を受けてクラスでは美術教師にも建築系の指導、試験を求めるようになった。
当時の台湾の大学で建築学部を設けていたのは成功大学だけだった。高校での美術指導が功を奏してか、同年に成功大学建築学部に合格した50名のうち、師大附属出身者は李を含めて5人を占めた。
大学では1年生から4年生まで一つの大家庭のような校風で昼夜を問わず学内のアトリエでデッサンに明け暮れて、収穫が多かったという。
青年時の李はスイスの建築家ル・コルビュジエ（1887-1965）を「建築作品は芸術家としての才気に溢れ、歴史を変えた一人であり、現代建築史の偉大な人物」と評し、自身の手本にしていた。
台湾に帰国後も「中国文化を知らずして、中国人の建築を設計することはできない」として、『中華建築』の思考を深めていく。中国の代表的思想家の牟宗三に入門し、儒学、仏学、老荘思想を学んで「最高の文化は宗教にほかならない」という境地に辿り着く。
中華と西洋の文化をぶつけあった成果物として「東王漢宮」や「大安国宅」を生み出した。李は「屋上部に中国古代建築の屋根を置いてみた」と語っている。
宏国大楼（1989年）は李が「自己の中国建築意識を作品に反映できた」と初めて自認できるものとなった作品で、儒学に則った左右対称の外観と、天・地・人の三者の関係を物語る形状で、中国建築がもつ特色を「形式化」から「概念化」へ変えることを試みたという。
一方で21世紀になってからは雑誌『EGG』と国内の若手建築家が選定する『台湾で最も醜い建築物』に李の作品が数件ランクインするなど、世代の違いとはいえ不名誉な評価もある。

## 栄典
- 行政院全国十大建築師奨（1991年[2]）
- 同済大学名誉教授（1992年[2]）
- 第1屆中華民国傑出建築師奨（1995年[9]）
- 国立成功大学傑出校友（2006年[10]）
- 第12屆国家文芸奨（中国語版） (2008年)[2]
- 中華民国不動産協進会（中国語版）（FIABCI）国土建設特別貢献奨（2010年）[11]

### 主な受章物件
- 環球商業大楼 - 1980台湾建築奨（中国語版）・佳作（建築師雑誌[12]）
- 三商行（中国語版）企業大楼 - 1988台湾建築奨・銀牌[12]
- 塩寮海浜公園（中国語版）遊憩設施 - 1989台湾建築奨・銅牌[12]
- 宏国弁公大楼 - 1991台湾建築奨・佳作[12]
- 国立芸術学院（現・国立台北芸術大学）表演学院建築群 - 1993台湾建築奨・金牌奨[12]
- 遠企中心 - 1994台湾建築奨・銀牌および国際合作奨[12]
- 中央研究院中国文哲研究所 - 1996台湾建築奨・佳作[12]
- 中台禅寺 - 2002台湾建築奨[12]
- 台北101
  - 2004年 - エンポリス・スカイスクレイパー賞第1位[13]
  - 2005年 - 遠東建築奨・特別奨（遠東集団（中国語版）[14]）
  - 2006年 - 台湾建築奨[12]
  - 2019年 - ｢過去50年で最も影響力のある高層ビル50棟｣（高層ビル・都市居住協議会（CTBUH）[15]）

## 主な作品
|                  |              |              |
| 台北王朝大酒店   | 宏国大楼     | 亜洲広場大楼 |
|                  |              |              |
| 張榮發基金会     | 台北圓環     | 遠企中心大楼 |
|                  |              |              |
| 遠東SOGO忠孝復興 | 台北転運站   | 遠雄金融中心 |
|                  |              |              |
| 美河市           | 開南大学     | 台中金典酒店 |
|                  |              |              |
| 清華大物理系     | 清華大人文系 | 中台禅寺     |
|                  |              |              |
| 中正大学         | 台南中国城   | 長谷世貿大楼 |
|                  |              |              |
| 高雄85ビル       | 遠雄THE ONE  |              |

### 台湾
台北市
- 1980年 - 大安国宅（中国語版）[16]
- 1983年 - 台北環亞大飯店（現・台北王朝大酒店）[16]
- 1986年 - 台北東王漢宮集合住宅[16]
- 1989年
  - 亜洲広場大楼（中国語版）[17]
  - 宏国大楼[16]
- 1994年 - 遠企中心弁公大楼（中国語版）[16]
- 1995年
  - 中国国民党中央委員会大楼（現・張榮發基金会所在地）[7]
  - 新光傑仕堡[18]
- 2002年 - 台北円環[7]（2016年解体により現存せず）
- 2004年 - 台北101[7]（台湾で最高の高さ）
- 2006年
  - 家楽幅（カルフール）重慶店[19]
  - 台北捷運忠孝復興駅聯合開発大楼（旧太平洋SOGO、現・遠東SOGO復興館）[8]
- 2009年 - 台北転運站[20]
- 2013年 - 遠雄金融中心（中国語版）[16]
- （2021年予定） - ららぽーと台北南港[21]

新北市
- 2008年 - 遠雄大学哈佛[22]
- 2009年
  - 遠雄未来家[16]
  - 美河市（中国語版）（小碧潭駅捷運聯合開發）[16]

桃園市
- 1998年 - 開南大学校舍[23]

新竹市
- 1988年 - 国立清華大学物理系系館
- 1989年 - 国立清華大学人文社会学院[24]

台中市
- 1997年 - 台中晶華飯店（現・台中金典酒店（中国語版））[25]
- 2000年 - 月眉育楽世界（現・月眉麗宝楽園（中国語版））[26]

南投県
- 2001年 - 中台禅寺[16]

彰化県
- （建設中） - 彰化基督教医療財団法人（中国語版）田中基督教智慧園区(2022年完工予定)[27]

雲林県
- 鄭豊喜（中国語版）図書館[28]

嘉義県
- 1991年 - 国立中正大学行政大楼[29]

台南市
- 1983年 - 台南中国城（中国語版）（現存せず）[30]

高雄市
- 1992年 - 長谷世貿聯合国大楼（中国語版）[16]（高雄で3番目の高さ）
- 1998年 - 高雄85ビル[16]（高雄で最高、台湾で2番目の高さ）
- 2019年 - 遠雄THE ONE（中国語版）[31]（高雄で2番目、台湾で4番目の高さ）

### 台湾国外
|                  |                  |                    |                |
| 重慶環球金融中心 | 天津郵電網管中心 | 光明大厦           | 盤古大観       |
|                  |                  |                    |                |
|                  | 法門寺合十舍利塔 | シーメンス中国総部 | 上海万博台湾館 |

 中国
- 1998年
  - 天津郵電網管中心（フランス語版）（天津市）[32]
  - 鄭州裕達国貿大楼（フランス語版）（河南省鄭州市）[33]
- 2001年 - 瀋陽方圓大廈[34]（遼寧省瀋陽市、2012年CNNとガーディアンの「最も醜いビル」に選ばれた[35][36]）
- 2006年 - 光明大厦（フランス語版）（上海市）[37]
- 2007年 - 盤古大観（中国語版）（北京市）[38]
- 2008年 - シーメンス中国総部大楼（北京市）[39]
- 2009年 - 法門寺合十舍利塔（陝西省宝鶏市扶風県法門鎮）[40]
- 2010年 - 上海万博台湾館（中国語版）[16]（上海市。会期後は台湾・新竹市に移設）
- 2013年 - 重慶環球金融中心（中国語版）（重慶市、大原建築設計諮詢との共同[41]）
- 2020年 - 中国建築科技館（湖北省武漢市）

### 註釈
1. ↑  七日間の接心を行うこと[6]
2. ↑  日本のEggとは別